# Pier Luigi Carafa

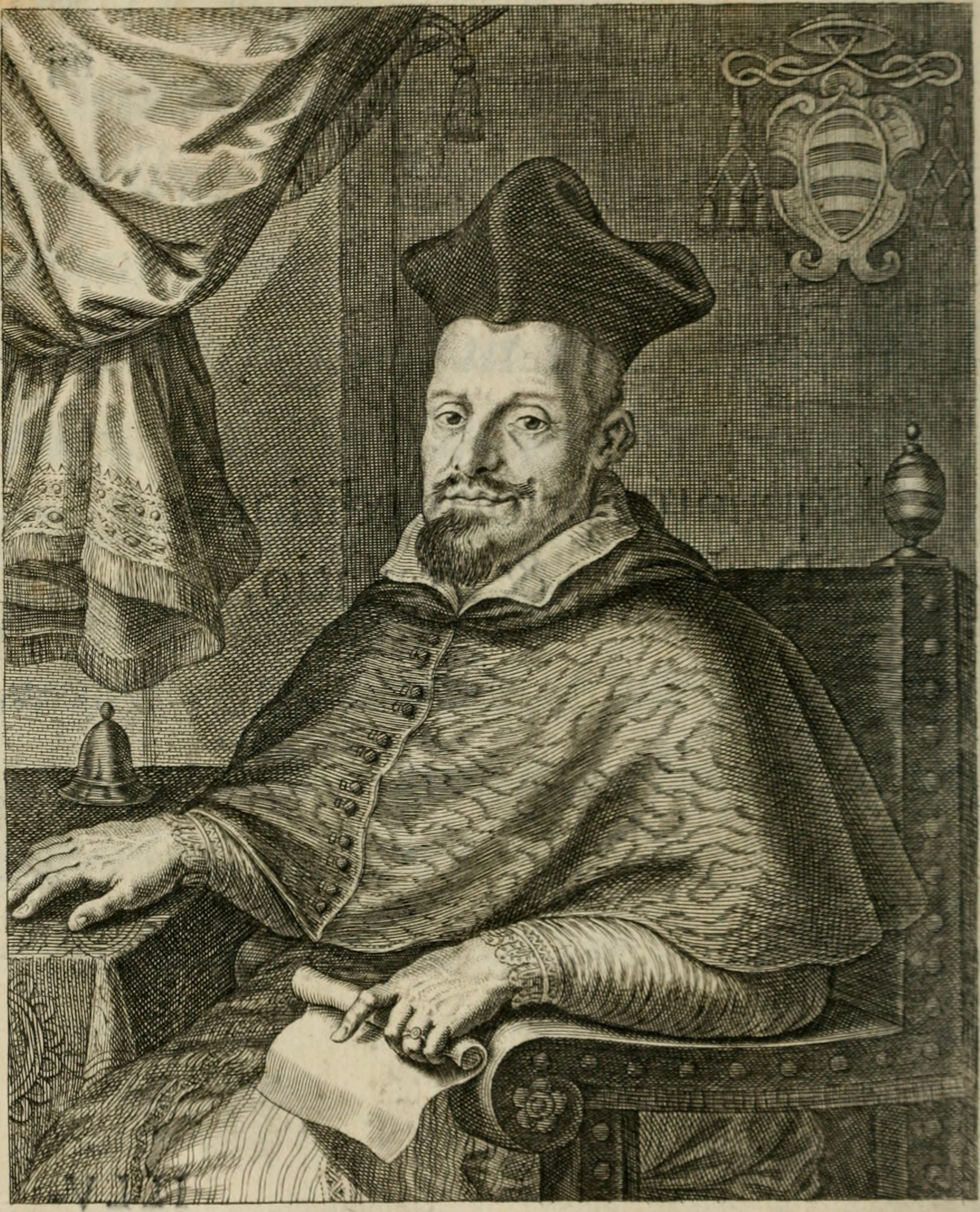
Kardinal Pier Luigi Carafa (Buchdruck 1682)

Pier Luigi Carafa (der Ältere) (* 18. Juli 1581 in Neapel; † 15. Februar 1655 in Rom) war ein Kardinal der Römischen Kirche.
Er entstammte der neapolitanischen Adelsfamilie Carafa und war ein Sohn von Ottavio Carafa, Markgraf von Anzi. Er studierte in Venedig und Neapel Rechtswissenschaften und Theologie und ging unter dem Pontifikat von Paul V. um 1607 nach Rom, wo er wegen seiner Gelehrsamkeit und Frömmigkeit hochgeachtet wurde. Unter Paul V. wurde er 1607 Referendar der Apostolischen Signatur. Derselbe Papst machte ihn 1614 zum Vizelegaten von Ferrara. 1620–1624 fungierte er als Prätor zu Fermo. Am 29. März 1624 von Urban VIII. zum Bischof von Tricarico ernannt, empfing er kurz darauf die Priesterweihe und wurde am 2. Juni 1624 zum Bischof geweiht. Noch im gleichen Jahr wurde er für die nächsten zehn Jahre (bis September 1634) Nuntius von Köln. Er gewann in dieser Funktion die Gunst des Königs von Schweden, des Prinzen von Oranien und mehrerer anderer protestantischer Fürsten. Sein Wirken als Nuntius in Deutschland beschrieb er unter dem Titel Legatio apostolica ad tractum Rheni et provincias Germaniae inferioris obita (Lüttich 1634).
Nach seiner Rückkehr wurde ihm das Erzbistum Capua angeboten, das er jedoch ausschlug. Er zog sich in sein Bistum zurück und gründete hier ein Seminar. Papst Innozenz X. erhob ihn am 6. März 1645 zum Kardinal und machte ihn am 10. Juli des Jahres zum Kardinalpriester von Ss. Silvestro e Martino ai Monti. Seit 1645 oder 1646 war er auch Präfekt für die Konzilskongregation. Als Bischof von Tricarico trat er im Januar 1646 zurück und wurde fünf Jahre später von Innozenz X. als Legat nach Bologna geschickt. Nach Innozenz’ Tod trat er ins Konklave, starb aber noch während dessen Verlauf vor der Wahl Alexanders VII. am 15. Februar 1655 im Alter von 73 Jahren.